# Quartetto Boemo

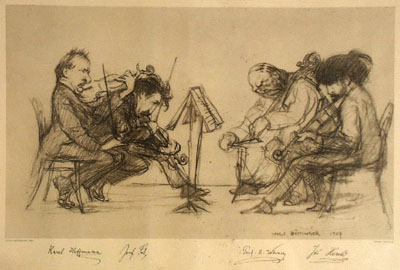
The Bohemian Quartet in 1907 by Hugo Boettinger

Il Quartetto Boemo (České kvarteto, noto come il Quartetto ceco dopo il 1918) era un quartetto d'archi ceco di fama internazionale che fu fondato nel 1891 e sciolto nel 1934.

## Origini
Il Quartetto fu fondato a Praga da tre allievi di Antonín Bennewitz (Karel Hoffmann, Josef Suk e Oskar Nedbal) e un allievo di Hanuš Wihan (Otakar Berger); Bennewitz e Wihan erano entrambi insegnanti al Conservatorio di Praga. Wihan stesso aveva studiato a Praga ed era violoncellista nel quartetto da camera di Ludovico II a Monaco, diventando professore a Praga nel 1888. Sostituì il suo studente Otakar Berger come violoncellista nel quartetto quando Berger morì prematuramente. Wihan diresse quindi il Quartetto fino al 1913, quando lo sforzo delle tournée lo obbligò a ritirarsi da esso e riprendere il suo insegnamento. Il suo posto fu poi preso da Ladislav Zelenka (nato nel 1881), che dal 1911 suonava con il Quartetto Ševčík-Lhotský. Nel 1906 il violista Nedbal era fuggito con la moglie di Hoffmann; durante il tour in Inghilterra, il suo posto fu presto preso da Lionel Tertis e successivamente ufficialmente da Jeří Herold. Il gruppo fece ripetute tournée in Europa, in particolare suonando i quartetti di Dvořák e Smetana ed erano noti per il loro tono caldo ed i ritmi infuocati. Nel 1922 i quattro membri furono nominati professori al Conservatorio di Praga.
Molte opere chiave contemporanee furono scritte e/o eseguite per la prima volta dal Quartetto Boemo. In particolare questo comprendeva opere di Antonín Dvořák e Leoš Janáček, come il secondo quartetto per archi di Janáček, sottotitolato "Intimate Letters".

## Componenti
1º violino
- Karel Hoffmann

2º violino
- Josef Suk (to 1933)
- Stanislav Novák (1933–34)

viola
- Oskar Nedbal (to 1906)
- Jeří Herold (1906–1934)

violoncello
- Otto Berger (to 1894)
- Hanuš Wihan (1894–1914)
- Ladislav Zelenka (1914–1934)

## Incisioni
- Smetana: Quartetto per archi n. 1 in mi minore (1876) (Polydor 78rpm, 95076-95079). (as 'Bohemian Quartet')
- Smetana: Quartetto per archi n. 2 in re minore (1882) (Pathé 78rpm X 86005-86008) (Private recording for Czech Academy).
- Dvořák: Quartetto n. 6 in fa maggiore op. 96 (Polydor 78rpm, 95084-95086). (as 'Bohemian (Suk) Quartet')
- Dvořák: Quartetto n. 3 in mi bemolle maggiore op. 51, Dumka only (Polydor 78rpm, 95087).(ditto)
- Suk: Quartetto n. 1 in si maggiore op. 11 (Polydor 78rpm, 95080-95083).